# Kymenlaakso
Kymenlaakso (finlandeză Kymenlaakson maakunta, suedeză Kymmenedalens landskap) este una dintre cele 20 regiuni ale Finlandei. Capitala sa este orașul Kouvola.

## Comune
Kymenlaakso are în componență 12 comune:
| - Anjalankoski - Elimäki - Iitti - Jaala - Kouvola - Kuusankoski | - Valkeala - Hamina - Kotka - Miehikkälä - Pyhtää - Virolahti |

1. ↑   (PDF) https://www.maanmittauslaitos.fi/sites/maanmittauslaitos.fi/files/attachments/2021/01/Vuoden_2021_pinta-alatilasto_kunnat_maakunnat.pdf Lipsește sau este vid: |title= (ajutor)